# 诺毕尔环形山
诺毕尔环形山（英語：Nobile Crater）是位于月球正面南极的一座大撞击坑，其名称取自意大利航空工程师暨北极探险家翁贝托·诺毕尔（Umberto Nobile），1994年被国际天文学联合会批准接受。

## 描述

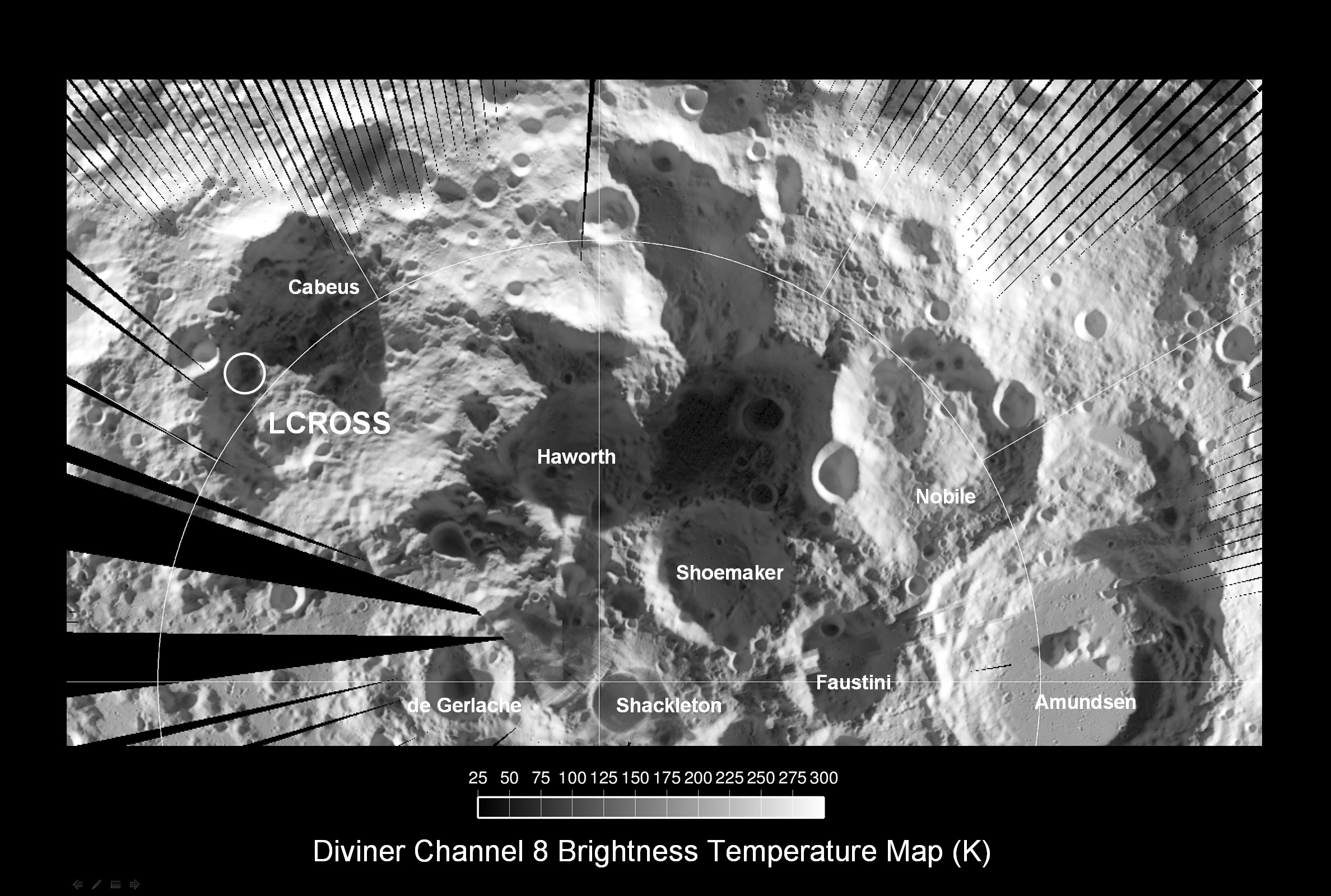
根据热辐射测量数据构建的南极区域图

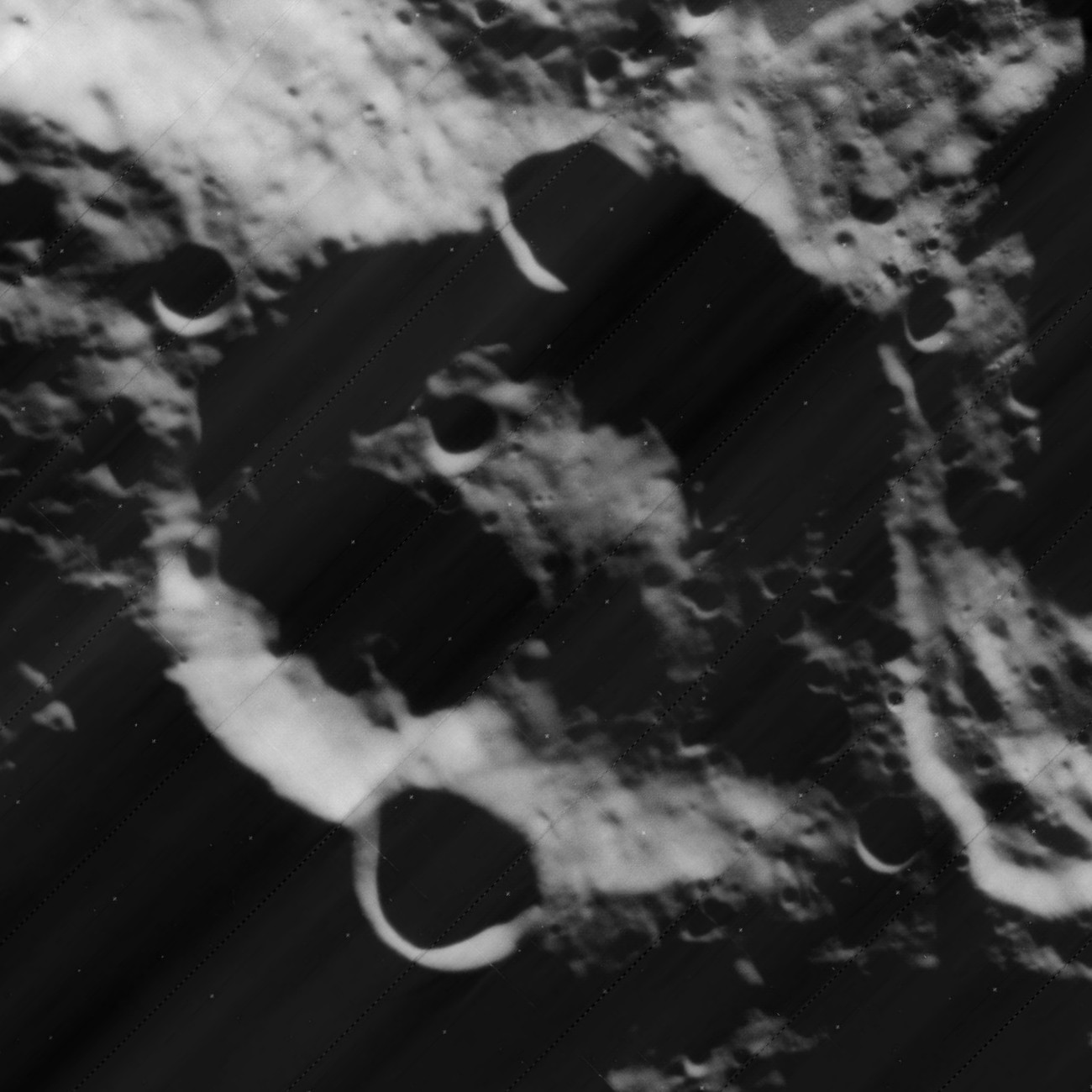
月球轨道器4号拍摄的照片

该陨坑西侧与阿蒙森环形山相接壤、西北毗邻福斯蒂尼陨石坑、舒梅克环形山位于它的北面、东北和东侧则分别坐落了霍沃思环形山和马拉柏特环形山，诺毕尔环形山的东南偏南是大陨坑斯科特环形山，而它的南面则分布了瓦波夫斯基陨石坑、冯·拜耳陨石坑和斯韦德贝里陨石坑。该陨坑中心月面坐标为85°17′S 53°16′E / 85.28°S 53.27°E，直径79.3公里，深度3.74公里。
诺毕尔环形山外观不太规则，坑壁受侵蚀和磨损程度中等，南北二侧壁上各横跨了一座小撞击坑，东侧则重叠着阿蒙森环形山的外侧壁。陨坑内侧壁宽阔平缓，南侧壁面相对更平坦。坑壁高出周边地形1310米，内部容积约4800公里3。碗状的坑底崎岖不平，表面散布了一些小陨坑，最醒目的是靠西侧内壁一座尺寸相当于环形山直径一半的撞击坑，而中央区域则有一座占地较大的低矮穹丘。坑底大部分地区全天都被黑暗笼罩，地表上可能覆盖有水冰。
在1994年国际天文学联合会正式命名前，诺毕尔环形山曾被称为卫星坑"斯科特 A"(所谓的"卫星坑标记法"：以所靠近的主坑名+字母来命名)。

## 另请参阅
- Andersson, L. E.; Whitaker, E. A. . NASA RP-1097. 1982.
- Blue, Jennifer. . USGS. July 25, 2007  [2007-08-05]. （原始内容存档于2015-05-26）.
- Bussey, B.; Spudis, P. . New York: Cambridge University Press. 2004. ISBN 978-0-521-81528-4.
- Cocks, Elijah E.; Cocks, Josiah C. . Tudor Publishers. 1995. ISBN 978-0-936389-27-1.
- McDowell, Jonathan. . Jonathan's Space Report. July 15, 2007  [2007-10-24]. （原始内容存档于2015-01-12）.
- Menzel, D. H.; Minnaert, M.; Levin, B.; Dollfus, A.; Bell, B. . Space Science Reviews. 1971, 12 (2): 136–186. Bibcode:1971SSRv...12..136M. doi:10.1007/BF00171763.
- Moore, Patrick. . Sterling Publishing Co. 2001. ISBN 978-0-304-35469-6.
- Price, Fred W. . Cambridge University Press. 1988. ISBN 978-0-521-33500-3.
- Rükl, Antonín. . Kalmbach Books. 1990. ISBN 978-0-913135-17-4.
- Webb, Rev. T. W.  6th revised. Dover. 1962. ISBN 978-0-486-20917-3.
- Whitaker, Ewen A. . Cambridge University Press. 1999. ISBN 978-0-521-62248-6.
- Wlasuk, Peter T. . Springer. 2000. ISBN 978-1-85233-193-1.